# Epanerchodus draco
Epanerchodus draco är en mångfotingart som beskrevs av Geoffroy och Sergei I. Golovatch 2004. Epanerchodus draco ingår i släktet Epanerchodus och familjen plattdubbelfotingar. Inga underarter finns listade i Catalogue of Life.